# Pleiocraterium verticillare
Pleiocraterium verticillare là một loài thực vật có hoa trong họ Thiến thảo. Loài này được (Wall. ex Wight & Arn.) Bremek. miêu tả khoa học đầu tiên năm 1939.